# Templo de las pasiones humanas
El Templo de las pasiones humanas (en francés: Pavillon des passions humaines; en neerlandés: Tempel van de menselijke driften), también conocido como Pabellón Horta-Lambeaux, es un pabellón neoclásico con forma de templo griego construido por Victor Horta en 1896 cómo escaparate permanente para un relieve de mármol conocido como "Pasiones humanas", del escultor Jef Lambeaux. Se encuentra situado en el Parque del Cincuentenario de Bruselas. Aunque de aspecto clásico, el edificio muestra los primeros pasos del joven Victor Horta hacia el modernismo. Desde su finalización, ha permanecido casi permanentemente cerrado y desde 2014, el edificio es accesible en horario de verano.

## Historia
En 1889 Victor Horta, arquitecto favorito del rey Leopoldo II, recibió el encargo para diseñar un pabellón que albergara la escultura de Jef Lambeaux, Las pasiones humanas, por recomendación de su maestro Alphonse Balat. El encargo costó 100.000 francos belgas.
Este edificio ha tenido una historia turbulenta, planeado originalmente para la Exposición Internacional de Bruselas (1897), de las que quedan pocos restos. Aunque se terminó a tiempo para esta, la colaboración entre el arquitecto y el artista llevó al poco a un desacuerdo irreconciliable que retrasó su apertura oficial hasta 1899. 
Al principio, Horta diseñó la fachada del pabellón para que se abriera, sirviendo como refugio en días de lluvia, sin la pared y las puertas de bronce detrás de la columnata, pero Lambeaux, contra la voluntad de Horta, quería un muro detrás de las columnas. Esta disputa permaneció sin resolverse durante algunos años. No obstante, el 1 de octubre de 1899, en su inauguración, el templo inacabado se abrió con el relieve visible desde el parque circundante, pero bajo la presión de la opinión pública y las autoridades. Horta, enfadado por la situación, lo cerró con una barricada de madera, y posteriormente construyó la pared frontal que lo cierra, justo al poco de morir Lambeaux, aprovechándola para realzar la luz natural que entraba por el techo de cristal.
En 1967 el edificio fue entregado en arrendamiento durante 99 años por el Rey Balduino I de Bélgica al rey  Faisal ibn Abd al-Aziz de Arabia Saudita, de visita oficial en Bélgica, junto con el Pabellón Este de la Exposición Nacional de 1880, la más tarde Gran Mezquita de Bruselas, para albergar un museo de arte islámico. El edificio y el relieve fueron protegidos por un real decreto del 18 de noviembre de 1976, y dos años más tarde, su cesión al rey Khaled de Arabia Saudita se oficializó por el real decreto del 12 de septiembre de 1979.
Abandonado durante más de un siglo, en el 2008, el gobierno belga comenzó oficialmente el proceso de contratación de las obras de restauración mediante la publicación de dos compras del gobierno en el Moniteur Belge.
En la actualidad, el edificio pertenece legalmente a la organización sin fines de lucro, Centro Cultural Islámico de Bélgica, de la cual es presidente el embajador de Arabia Saudita en Bélgica. El gobierno de Arabia Saudita lo ha cedido eventualmente a los Museos Reales de Arte e Historia.
Permaneció cerrado al público, excepto en días ocasionales de puertas abiertas hasta que desde el 2002 está abierto una hora cada día, a excepción de los lunes, aunque se ha mantenido cerrado en los últimos años ante el temor al vandalismo.

## Descripción
Este pequeño templo de aspecto clásico ya anuncia las formas del modernismo  del gran Horta. Aunque fiel al vocabulario formal de la arquitectura clásica, este ya logra incorporar todos los elementos del nuevo estilo, y aunque a primera vista el edificio parece un templo clásico, no hay una sola línea recta en el edificio y todos los detalles clásicos se reinterpretan. Horta logra diseñar una versión casi "orgánica" del templo clásico, las paredes, ligeramente dobladas como los troncos de árboles, parecen haber surgido orgánicamente, sin eliminar completamente ninguna referencia al estilo histórico.
Tras la Primera Guerra Mundial Horta volvería a este clasicismo en el Centro de Bellas Artes y el  Musée des Beaux-Arts en Tournai.